# Nideggen

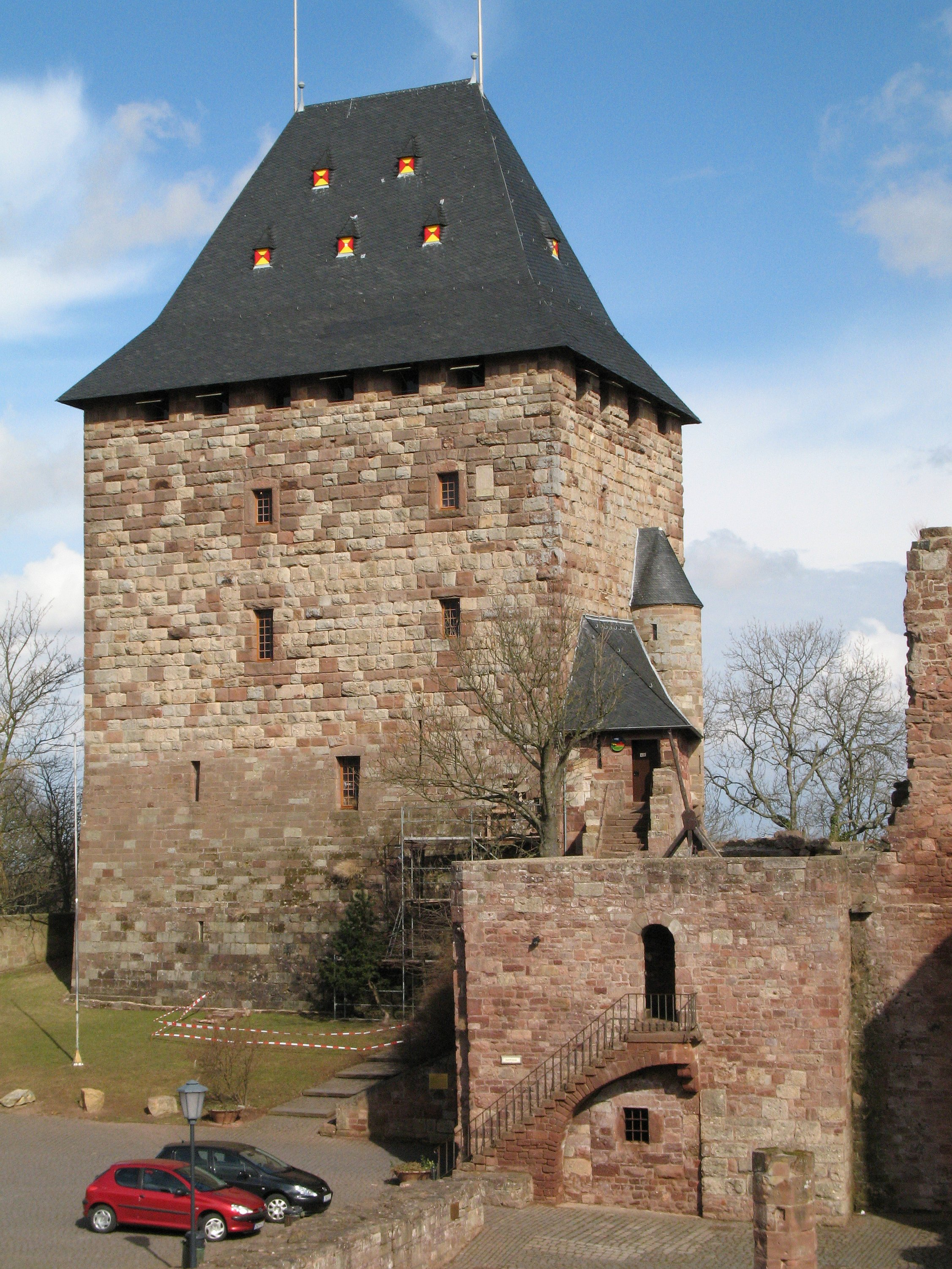
Borgtorn

Nideggen är en stad i Kreis Düren i Regierungsbezirk Köln i förbundslandet Nordrhein-Westfalen i Tyskland.